# Binnu
Binnu is een plaats in de regio Mid West in West-Australië. Het ligt net boven de Principality of Hutt River.

## Geschiedenis
Binnu werd in 1932 gesticht. De naam van het dorp werd afgeleid van de naam van een nabijgelegen bron, de Bininu Well. De naam is van oorsprong aborigines maar de betekenis is onzeker. De naam zou "samendrukken" of "plaats van de emoes" betekenen. De naam van de bron werd in 1909 opgetekend.
In 1954 werd begonnen met de bouw van een gemeenschapshuis, de Binnu Hall. Het werd op 19 maart 1955 geopend. In 1958 werd begonnen met de bouw van een school. De school werd geopend op 2 mei 1958. Op 8 november 1968 werden de graansilo's van Binnu in gebruik genomen. Ze stonden langs een spoorweg maar die is gesloten. Het verzamelde graan wordt via de weg getransporteerd.

## Beschrijving
Binnu maakt deel uit van het landbouwdistrict Shire of Northampton. Het is een verzamel- en ophaalpunt voor de oogst van de graanproducenten uit de streek die bij de Co-operative Bulk Handling Group aangesloten zijn.
In 2021 telde Binnu 58 inwoners.

## Transport
Binnu ligt 515 kilometer ten noordnoordwesten van Perth, 62 kilometer ten zuidoosten van Kalbarri en 35 kilometer ten noorden van Northampton, langs de North West Coastal Highway. De bussen van Integrity Coach Lines stoppen in Binnu omdat van daaruit een pendelbus naar Kalbarri rijdt.